# Kaczka madagaskarska
Kaczka madagaskarska (Anas melleri) – gatunek dużego ptaka z rodziny kaczkowatych (Anatidae). Występuje na wschodniej połowie Madagaskaru, rozmieszczenie nie jest jednak dokładnie znane. Od 2000 roku klasyfikowany jest jako zagrożony wyginięciem.

## Taksonomia
Po raz pierwszy gatunek opisał Philip Lutley Sclater w 1865. Holotyp pochodził z Analamazotra (Park Narodowy Andasibe-Mantadia). Autor nadał nowemu gatunkowi nazwę Anas melleri. Trzy endemiczne dla Madagaskaru gatunki kaczkowatych (Anatidae) były jednymi z czterech ostatnich opisanych w Afryce w ogóle. Kaczkę madagaskarską opisano jako trzecią od końca. Wszystkie te gatunki poznawano w podobny sposób. Holotypem były przesłane przez podróżników okazy z europejskich lub północnoamerykańskich muzeów. Po formalnym opisaniu były odnotowywane sporadycznie pod koniec XIX i XX wieku, zazwyczaj w notatkach podróżników. Ich dokładniejsza analiza czasem wskazuje, że współcześni badacze i tłumacze błędnie oznaczali wspominane w nich gatunki.
Obecnie (2021) Międzynarodowy Komitet Ornitologiczny podtrzymuje tę nazwę. Uznaje kaczkę madagaskarską za gatunek monotypowy, podobnie jak wiele innych autorytetów. Sporna była jednak pozycja gatunku w obrębie rodzaju Anas. Długo uznawano kaczki madagaskarskie za stosunkowo nową formę, która oddzieliła się od krzyżówek i zasiedliła Madagaskar. Przekonania te miały potwierdzać doniesienia o krzyżowaniu się samic z samcami innych gatunków, o barwniejszym upierzeniu (które wbrew nim w naturze nie zachodzi, ponadto część obserwacji z niewoli dotyczy ptaków utrzymywanych w nietypowych warunkach). Z tego powodu nie przykładano właściwej uwagi do ochrony tego taksonu, który w latach 90. XX wieku uchodził jeszcze za niezagrożony. Był słabo poznany, nielicznie reprezentowany zarówno w muzeach – w 1991 w Muzeum Historii Naturalnej w Londynie przechowywano 13 okazów – jak i w hodowli.
W nazwie naukowej kaczki madagaskarskiej upamiętniony został jej odkrywca – Charles James Meller (1836–1869), brytyjski botanik. Podczas podróży do Afryki towarzyszył mu David Livingstone. W 1862 Meller pozyskał pierwsze dwa okazy, które początkowo rozpoznał jako rożeńce czerwonodziobe (Dafila erythrorhyncha=Anas erythrorhyncha).

### Filogeneza
Do końca lat 90. XX wieku powszechnie uważano kaczkę madagaskarską za izolowaną populację krzyżówki (A. platyrhynchos), szeroko rozpowszechnionej i pospolitej. Pod koniec tej dekady ukazały się wyniki badań z wykorzystaniem analizy sekwencji mitochondrialnych genów cytochromu b i ND2. Kaczka madagaskarska okazała się być odrębna od krzyżówki oraz najbliższego pod względem geograficznym gatunku Anas, kaczki żółtodziobej (A. undulata). Jej przodkiem mogła być moręgówka (A. sparsa), u której dymorfizm płciowy w upierzeniu nie występuje. Uproszczony kladogram dla grupy najbliższych krzyżówce gatunków (ang. mallards; tworzą kompleks gatunków obejmujący ich od 11 do 13) według Johnson & Sorenson (1999):
|  | \| \| pozostałe 8 gatunków \| \| \| \| \| \| A. superciliosa rogersi \| \| \| \| |
|  |                                                                                  |
|  | A. melleri                                                                       |
|  |                                                                                  |
|  | pozostałe 8 gatunków                                                             |
|  |                                                                                  |
|  | A. superciliosa rogersi                                                          |
|  |                                                                                  |

|  | pozostałe 8 gatunków    |
|  |                         |
|  | A. superciliosa rogersi |
|  |                         |

|  | \| \| pozostałe 8 gatunków \| \| \| \| \| \| A. superciliosa rogersi \| \| \| \| |
|  |                                                                                  |
|  | A. melleri                                                                       |
|  |                                                                                  |
|  | pozostałe 8 gatunków                                                             |
|  |                                                                                  |
|  | A. superciliosa rogersi                                                          |
|  |                                                                                  |

|  | pozostałe 8 gatunków    |
|  |                         |
|  | A. superciliosa rogersi |
|  |                         |

|  | \| \| pozostałe 8 gatunków \| \| \| \| \| \| A. superciliosa rogersi \| \| \| \| |
|  |                                                                                  |
|  | A. melleri                                                                       |
|  |                                                                                  |
|  | pozostałe 8 gatunków                                                             |
|  |                                                                                  |
|  | A. superciliosa rogersi                                                          |
|  |                                                                                  |

|  | pozostałe 8 gatunków    |
|  |                         |
|  | A. superciliosa rogersi |
|  |                         |

|  | \| \| pozostałe 8 gatunków \| \| \| \| \| \| A. superciliosa rogersi \| \| \| \| |
|  |                                                                                  |
|  | A. melleri                                                                       |
|  |                                                                                  |
|  | pozostałe 8 gatunków                                                             |
|  |                                                                                  |
|  | A. superciliosa rogersi                                                          |
|  |                                                                                  |

|  | pozostałe 8 gatunków    |
|  |                         |
|  | A. superciliosa rogersi |
|  |                         |

Wyniki przedstawione w późniejszych pracach prezentują niekiedy inną kolejność wyodrębnienia się poszczególnych gatunków (choć na przykład u Mitchel et al. [2017] również A. melleri oddzieliła się jako trzecia, po A. sparsa i A. undulata). Niektóre sugerowały, że przed madagaskarskimi wyodrębniły się najpierw kaczki pacyficzne (A. superciliosa) i żółtodziobe lub pacyficzne i filipińskie (A. luzonica).  Według Mitchel et al. (2014) kaczki madagaskarskie w omawianym kladzie oddzieliły się jako drugie. Mimo różnic pozycji A. melleri, ta jednak nadal jest częścią kladu bazalnego.
Lavretsky et al. (2014) dokonali rekonstrukcji filogenezy kaczkowatych kilkoma różnymi metodami, zarówno dla mtDNA (pętli D) i nDNA (20 loci), jak i w oparciu o cechy morfometryczne. Topologia drzew filogenetycznych była ogólnie podobna przy wykorzystaniu cech morfometrycznych i sekwencji nDNA, ale czasem przeczyła im ustalona na podstawie mtDNA. Choć ich pozycja względem siebie jest zmienna, to niezależnie od sposobu analizy filogenetycznej tworzą klad bazalny jako jedna z czterech wyróżnionych grup (kladów) – afrykańskiej, australazjatyckiej, Starego Świata i Nowego Świata. Dwa starsze ewolucyjnie od kaczki madagaskarskiej gatunki występują w Afryce Subsaharyjskiej. Rodzaj Anas obejmuje kaczki, cyraneczki i rożeńce. Johnson & Sorenson (1999) ustalili, że z Afryki wywodzą się kaczki i rożeńce, być może również i cyraneczki, a tym samym w Afryce występował ostatni wspólny przodek wszystkich taksonów w rodzaju. Afrykańskie pochodzenie kaczek Anas wykazali też Lavretsky et al. (2014).
Moment oddzielenia się linii rozwojowych kaczek madagaskarskich jest podawany jako 0,68 mln, 0,80 mln i 1,43 mln lat temu.

## Morfologia

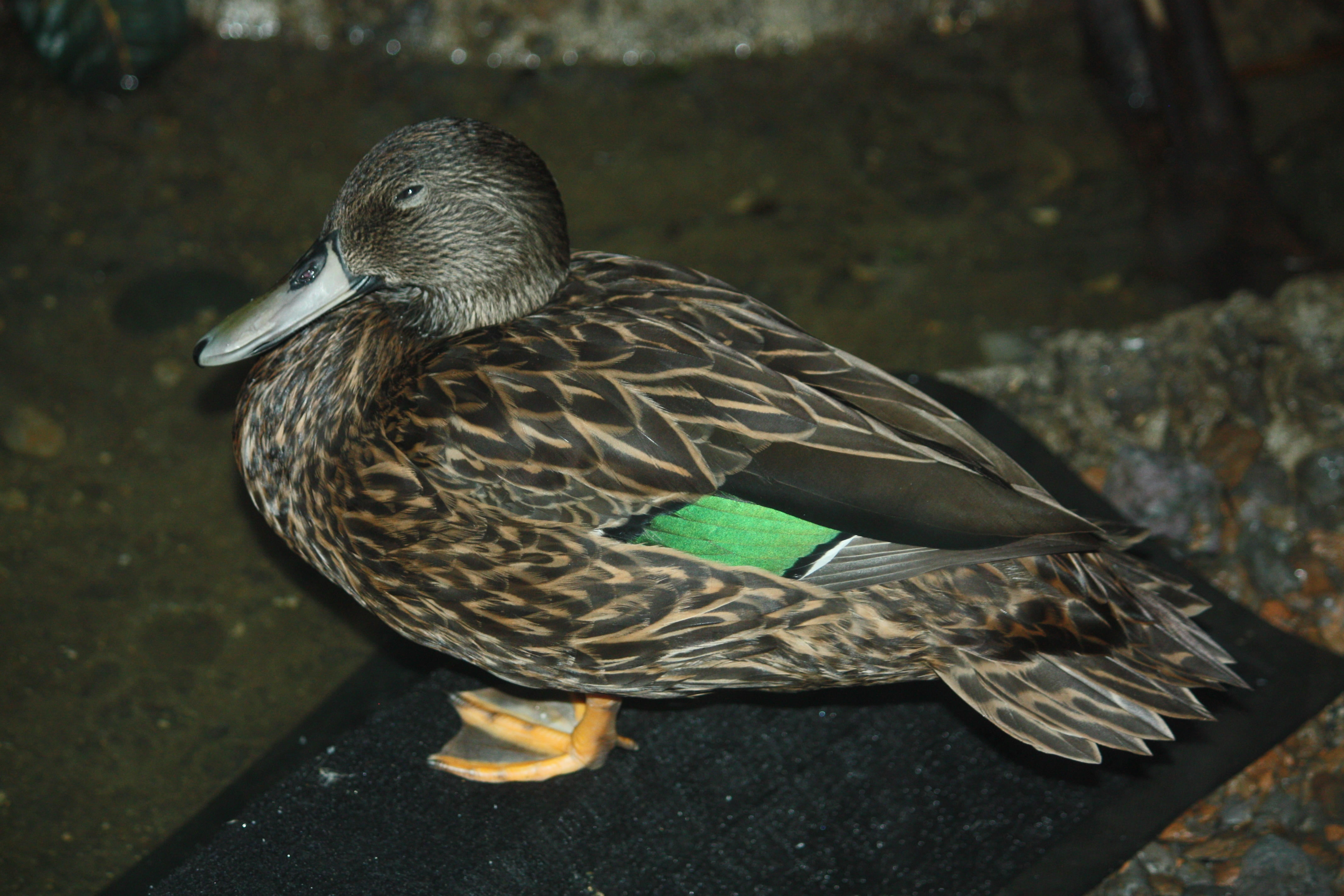
Kaczka madagaskarska w Louisville Zoo. Kaczki te pozornie przypominają samice krzyżówek (A. platyrhynchos). W przeciwieństwie do krzyżówek kaczki madagaskarskie nie mają brwi innego koloru, w upierzeniu nie występuje widoczny dymorfizm płciowy, brak też podziału na szatę godową i spoczynkową

Długość ciała wynosi 63–68 cm. Kaczki madagaskarskie przypominają samice krzyżówek (A. platyrhynchos). Są jednak większe i o bardziej wydłużonej sylwetce, z dłuższą głową i dziobem. Lusterko zielone z wąskim białym obrzeżeniem. W upierzeniu nie występuje wyraźny dymorfizm płciowy, samice są jednak nieco mniejsze i z bardziej matowym upierzeniem. Różnice między samcami i samicami są jasno zaznaczone, jednak słabo widoczne. U młodych jest ono bardziej czerwonawe.
W poniższej tabeli zawarto masę ciała oraz wymiary szczegółowe zebrane przez Younga (1991) i Keara (2005).  Część pomiarów zebrano od 11 dzikich ptaków, ale ich pochodzenie nie jest wyszczególnione i wymiary od nich włączono do ogólniejszych kategorii.
|        | Dł. skrzydła | Dł. skrzydła  | Dł. dzioba | Dł. dzioba | Dł. czaszki | Dł. czaszki     | Dł. skoku | Dł. skoku  |    | Masa ciała      | Masa ciała |
| ------ | ------------ | ------------- | ---------- | ---------- | ----------- | --------------- | --------- | ---------- | -- | --------------- | ---------- |
|        | n            |               | n          |            | n           |                 | n         |            | n  |                 |            |
| samce  | 62           | 245–275 (263) | 60         | 56–66 (61) | 61          | 114–127 (121,5) | 20        | 41–50 (43) | 19 | 883–1240 (1010) |            |
| samice | 61           | 235–265 (250) | 65         | 54–61 (57) | 66          | 106–120 (113)   | 15        | 38–49 (43) | 21 | 832–1140 (911)  |            |

W upierzeniu kaczek madagaskarskich przeważa ciemny brąz. Na pozór przypomina samice krzyżówek. Nie ma jednak zaznaczonej brwi innej barwy, która występuje u większości pozostałych kaczek rodzaju Anas – również samic krzyżówek – poza kaczką żółtodziobą i kaczką filipińską. Lusterko jest zielone, podobnie jak u kilku innych kaczek bez wyraźnego dymorfizmu płciowego w upierzeniu. Wyróżnia się białymi krawędziami, które charakteryzują też lusterka krzyżówek. Nie występuje podział na szatę godową i spoczynkową, typowo dla kaczek zamieszkujących półkulę południową. Płeć kaczek madagaskarskich można ustalić przez uważne obejrzenie sterówek, przy odpowiednim doświadczeniu także w terenie. Środkowe sterówki samca mają wydłużone końcówki, niekiedy wystające nieco za pozostałe sterówki. Są czarne i kontrastują z czerwonobrązowymi krawędziami reszty sterówek. U samic krawędzie wszystkich sterówek są brązowe.

## Zasięg występowania
Kaczki madagaskarskie występują na Płaskowyżu Centralnym i Wschodnim Wybrzeżu Madagaskaru. We wschodniej części kraju zamieszkują obszary położone od Bealanana i Andapa na północy po wysunięte daleko na południowy wschód.
Różnice w rozmieszczeniu kaczek madagaskarskich w poszczególnych okresach nie są dobrze poznane. Większość aktywności lęgowej lub jej możliwych przejawów obserwowano w zadrzewionych obszarach leżących na wschodniej krawędzi Płaskowyżu Centralnego. Są to: okolice Vondrozo i Ivohibe, rzeka Ivondro, Anjozorobe, jezioro Alaotra, mokradła Torotorofotsy, okolice Fianarantsoa, Park Narodowy Zahamena i Park Narodowy Ranomafana.
Poza sezonem lęgowym kaczki madagaskarskie rozpraszają się również i poza granice swojego typowego zasięgu, również na jeziora na wylesionych terenach, a stwierdzane są na większym obszarze. Okazjonalnie pojawiają się na mokradłach wokół Antananarywy i u wybrzeża na Canal des Pangalanes. Częściej odwiedzają jednak większe jeziora w pobliżu lasów, w tym Alaotra.
W połowie XIX wieku kaczki madagaskarskie introdukowano na Mauritius. Współcześnie były tam gatunkiem bardzo nielicznym. Pod koniec XX wieku na Mauritiusie gniazdowało najwyżej 30 par. Być może populacja utrzymywała się jedynie dzięki wypuszczaniu osobników z hodowli. Na początku 2. dekady XXI wieku prawdopodobnie już wymarła.

## Ekologia i zachowanie
Środowiskiem życia kaczek madagaskarskich są położone w interiorze wyspy słodkowodne jeziora i inne zbiorniki oraz mokradła na bagiennych lesistych terenach. Pojawiają się też na rzekach i strumieniach, również wartkich. Często są widywane na polach ryżowych. Preferowanym środowiskiem do gniazdowania mogą być wąskie terasy zalewowe tworzące się przy strumieniach i niewielkich rzekach przecinających wyżynne lasy. W nienaruszonych przez działalność człowieka obszarach otacza je gęsta roślinność. Na niektórych mokradłach występują rozległe połacie ciborowatych (często cibor, Cyperus) lub trzcin (Phragmites).
Kaczki madagaskarskie odnotowywano najwyżej do 2050 m n.p.m., w Parku Narodowym Andrigitra i rezerwacie specjalnym Kalambatritra. Większość stwierdzeń ma jednak miejsce między 800 a 1500 m n.p.m.
Skład pożywienia jest słabo poznany. Obejmuje roślinność wodną i bezkręgowce, zwłaszcza mięczaki. W niewoli kaczki madagaskarskie zjadają różnorodny pokarm, w tym ryby, ochotkowate, glony i trawy. Regularnie są aktywne nocą. Osobniki niebiorące udziału w lęgach często zbierają się na otwartych wodach lub na mokradłach, czasem w dużych grupach podczas żerowania – obserwowano między innymi zgrupowania złożone z blisko 260 kaczek i z około 160 kaczek oraz ibisów kasztanowatych (Plegadis falcinellus).

## Lęgi
Okres gniazdowania jest stosunkowo długi. Lęgi odnotowywano od lipca do kwietnia. Prawdopodobnie ich pora jest związana z występowaniem opadów.
Kaczki madagaskarskie gniazdują samotnie lub w luźnych grupach. Gniazdo ma formę zwalistej struktury z trawy, suchych liści i innej materii roślinnej. Umieszczone jest na ziemi, między kępami roślinności. Wyściółkę stanowi pierze i delikatne części roślin. Przynajmniej do 2. dekady XX wieku odnaleziono bardzo niewiele gniazd w naturze. Zwykle znajdują się w pobliżu źródła wody, czasem w gęstej roślinności. Materiał na gniazdo pochodzi z jego okolicy; składają się na niego zarówno rośliny lądowe, jak i wodne i podwodne.
Zniesienia składają się z 5–11 jaj. Są to dane dla ptaków niewoli, co najmniej do 2013 wielkość zniesienia u dzikich ptaków pozostawała nieznana. W hodowli przeciętnie w lęgu znajduje się 7,6 jaja (n=69). Mają wymiary 45,9–64,4 na 30,5–49,8 mm (średnio 57,0 na 40,6 mm; n=1282). Ważą 40,0–66,9 g (średnio 52,86 g; n=253). Skorupka jest gładka, bez wzorów, kremowa i połyskliwa, typowa dla kaczek rodzaju Anas. 
W niewoli wysiadywanie trwa 28–29 dni, samica wysiaduje sama. Pisklęta z wierzchu pokrywa szarawy oliwkowobrązowy puch, na przodzie głowy i spodzie ciała – jasnokasztanowy. Na grzbiecie obecne żółtawe plamy. Młode są w pełni opierzone w wieku około 9 tygodni.

## Status i zagrożenia
IUCN uznaje kaczkę madagaskarską za gatunek zagrożony wyginięciem (EN, Endangered) nieprzerwanie od 2000 (stan w 2021). Wcześniej w 1994 i 1988 była umieszczona w kategorii „niższego ryzyka” (Lower Risk) ze statusem gatunku bliskiego zagrożenia wyginięciem (NT, Near Threatened; 1994) i gatunku najmniejszej troski (LC, Least Concern; 1988). BirdLife International uznaje trend liczebności populacji za prawdopodobnie spadkowy.
Pod koniec lat 90. XX wieku liczebność populacji kaczek madagaskarskich szacowano na 2–5 tysięcy osobników, co odpowiada około 1,3–3,3 tysiącom osobników dorosłych.
Kaczki madagaskarskie są jednymi z największych przedstawicieli dzikiego ptactwa wodnego na Madagaskarze. Co najmniej do początku XXI wieku były powszechnie odławiane, również z użyciem pułapek. Rzadko polowano na nie dla rekreacji, zazwyczaj dla pozyskania jedzenia. Według szacunków z 2001 roku opartych o rozmowy z myśliwymi z okolicy jeziora Alaotra rocznie mogło być tam odławiane blisko 18% ze znanej populacji.
W drugiej dekadzie XXI wieku większość dogodnych siedlisk na wschodniej krawędzi Płaskowyżu Centralnego była już utracona wskutek wylesiania, osuszania lub przekształcania w tereny rolnicze. Kaczki madagaskarskie występują na wschodnich obrzeżach Płaskowyżu wskutek „zepchnięcia” tu ptaków przez wylesianie. Jego skutkiem jest między innymi erozja gleb, która powoduje obniżenie jakości wód w rzekach i strumieniach. Na terenach dawnych mokradeł są zakładane pola ryżowe. Wszystkie te czynniki mogły się przyczynić do zmniejszenia liczebności populacji A. melleri.
Potencjalne zagrożenie mogą stanowić introdukowane na Madagaskar drapieżne ryby, szczególnie bass wielkogębowy (Micropterus salmoides) – choć jego populacja mogła już wymrzeć – i żmijogłowy Channa. Jeśli niepokoją one pisklęta, to gniazdująca para może opuścić dany teren. Kaczki madagaskarskie wykazują silny terytorializm i łatwo się płoszą, co prowadzi do opuszczania miejsc gniazdowania po wkroczeniu do nich ludzi.